# Чернобрюхая змеешейка
Чернобрюхая змеешейка, или индийская змеешейка (лат. Anhinga melanogaster), — вид птиц семейства змеешейковых. Подвидов не выделяют. Распространён в Южной и Юго-Восточной Азии. Ведёт водный образ жизни, живёт на реках и озёрах. Перья мокнут и птица вынуждена просушивать их. Питается рыбой. В некоторых местах Северной Индии использовались (или до сих пор используются) для рыбной ловли.

## Описание
Индийская змеешейка достигает длины 85–97 см и массы от 1058 до 1815 г; размах крыльев 114–128 см; длина длинного, заострённого клюва 71–87 мм. Оперение в основном чёрного цвета, на спине и крыльях имеются серебристо-серые продольные полосы и пятна. Голова и шея шоколадно-коричневого цвета. Подбородок и верхняя часть горла белого цвета, от задней части глаза к боковой части шеи проходит узкая белая линия. Нижняя часть тела чёрная, глянцевая. Наблюдается незначительный половой диморфизм; у самок более тусклое оперение спереди и сбоку головы, а на спине перья не чёрного, а тёмно-коричневого цвета. В длинном, жёстком, веерообразном хвосте 12 рулевых перьев. Молодые особи более светлые, чёрный цвет в оперении заменён на бурый. Индийская змеешейка, как и все остальные представители семейства, характеризуется очень длинной шеей. Строение шеи такое же, как и у других видов рода, с сильно развитой мускулатурой вокруг изгиба шеи и специфическим суставом между 8-м и 9-м позвонком, что позволяет ей сгибаться и с большой силой выбрасываться вперёд, чтобы нанести удар рыбе под водой. Края кончиков челюстей имеют мелкие, направленные внутрь зазубрины, которые помогают удерживать насаженную на клюв рыбу. Радужная оболочка белая, окологлазное кольцо жёлтое (у гнездящихся птиц оно ярко-жёлтое). Кончик надклювья тёмный, а основание бледно-коричневое, подклювье желтоватое. У взрослых особей вне сезона размножения и у неполовозрелых особей ноги и перепонки на ступнях жёлтые, в то время как у размножающихся птиц цевка и пальцы ног тёмно-серые с жёлтыми перепонками.